# Wang Jianlin
Wang Jianlin (en chino tradicional y simplificado, 王健林; pinyin, Wáng Jiànlín; nacido en Mianyang, provincia de Sichuan, el 24 de octubre de 1954). Es un empresario chino. Hijo del fundador de Dalian Wanda Group, el mayor desarrollador de bienes raíces en China, así como el operador de salas de cine más grande del mundo.
Fue dueño de un paquete accionarial del 17% del club de fútbol español Atlético de Madrid. En 2018 vendió sus acciones al multimillonario israelí Idan Ofer que pasa a ser el tercer mayor accionista del club tras Miguel Ángel Gil Marín y el presidente Enrique Cerezo.

## Fortuna
Es considerado como el hombre más rico de China según la revista estadounidense Forbes con una fortuna estimada de 30 mil millones de Dólares en 2018 gracias a la empresa Dalian Wanda de la que es el fundador y máximo accionista.